# 強いAIと弱いAI
強いAIと弱いAI（つよいエーアイとよわいエーアイ、英: strong AI and weak AI）は、人工知能（AI）が真の推論と問題解決の能力を身につけられるか否かをめぐる論争において用いられる用語である。

## 概要
強いAIと弱いAIは哲学者のジョン・サールが考案した用語であり、彼は以下のように記述している。
…強いAIによれば、計算機（コンピュータ）は単なる道具ではなく、正しくプログラムされた計算機には精神が宿るとされる。
サールは計算機と機械を区別している。彼は強いAIには批判的だが（例えば、中国語の部屋）、一方で「脳は機械であり、エネルギー転送によって意識を生じる」とも述べている。
人工知能という言葉は、「人工」と「知能」の意味からいえば「強いAI」とほぼ同義と言える。しかし、初期の人工知能研究はパターン認識や自動計画といった狭い領域に集中しており、そういった研究が最終的に知能に関する真の理解をもたらすと期待されていた。このため、人工知能がそのような狭い領域（弱いAI）を指すと同時に強いAIの考え方も指すという状態になっている。強いAIを指すためのより明確な言葉として、合成知能（synthetic intelligence）を提案する者もいる。

## 弱いAI
強いAIとは対照的に、弱いAIは人間がその全認知能力を必要としない程度の問題解決や推論を行うソフトウェアの実装や研究を指す。弱いAIに分類されるソフトウェアの例として、ディープ・ブルーのようなチェスプログラムがある。強いAIとは異なり、弱いAIが自意識を示したり、人間並みの幅広い認知能力を示すことはなく、最先端とされるものでも知能を感じさせることのない単なる特定問題解決器でしかない。
弱いAIプログラムは真に思考することができないから「知的」とは言えないとする立場もある。ディープ・ブルーのような弱いAIソフトウェアは真に思考しているとは言えないという主張に対して、Drew McDermott（イェール大学の計算機科学教授）は次のように書いている。
「ディープ・ブルーがチェスについて真に思考していないというのは、飛行機が羽ばたいていないから実際には飛んでいるとは言えないというのと同じだ」
彼は、ディープ・ブルーは知的に処理をしており、単にその知能の幅が狭いだけだという立場である。
また、ディープ・ブルーは非常に強力なヒューリスティック探索木マシンであって、これがチェスについて「思考」していると主張するのは、細胞が蛋白質の合成について「思考」していると主張するのと同じだというものもいる。どちらも全体として何をしているかを意識しておらず、単にプログラムに従って処理しているだけというわけである。これに対して、弱いAIを擁護する立場からは、機械が真の知性を獲得することはあり得ないと主張されている。一方、強いAIの立場からは、人間の脳の働きに基づいた特殊な「プログラム」を使うなどすれば、真の自意識や「思考」が生まれるとの主張がある。進化心理学者の中には、そのようなプログラムが人間の脳で発達したのは、社会的相互作用やおそらくはある種の詐欺やペテンのためだろうと指摘する者もいる。

## 強いAI
コンピュータが強いAIと呼ばれるのは、人間の知能に迫るようになるか、人間の仕事をこなせるようになるか、幅広い知識と何らかの自意識を持つようになったときである。
知能指数のような人間向けの知能尺度を機械の知能にそのまま当てはめるのは簡単ではないため、以下のような人工知能の知能を計る簡単な方法が提案されている。
知能とは、現実についてのモデルを持つことであり、そのモデルを使って行動計画を立てたり、将来を予測する能力である。モデルの複雑性と精度が高くなって計画立案や予測に要する時間が短くなればなるほど、知能も高いと言うことができる。

### 汎用人工知能（Artificial General Intelligence）
汎用人工知能（Artificial General Intelligence）とは人間レベルの知能の実現を目指したもので、他のAIプロジェクトと区別するためにAGIと呼ばれている。短期間で人間の知能の複製はできないという見方もされ、今のところあまり注目されていない。しかし、一部の少数の研究グループがAGI研究を行っている。AGI を推進している組織として、Adaptive AI、Artificial General Intelligence Research Institute (AGIRI)、Singularity Institute for Artificial Intelligence、Vicarious、OpenCog、GoodAI、DeepMind、NNAISENSE、AGI Innovations、carboncopies、Nengo、micropsiindustries、全脳アーキテクチャイニシアティブ、HumanBrainProject、BRAINinitiative、などがある。近年これに加わったのがヌメンタで、Palm Pilotを開発したジェフ・ホーキンスの理論に基づいたプロジェクトである。ヌメンタはコンピュータ側からのAGI研究だが、ホーキンスは生物学的な面からのアプローチとしてレッドウッド神経科学研究所も設立している。
どう見積もっても、強いAIに向けての実際の進歩は未だ限定的である。時間制限無しで完全なチューリング・テストに合格できるシステムは未だ存在しないが、人々を最初のうちだけだますことができるシステムは既に存在している（ローブナー賞受賞システムを参照）。いつ、どの程度のシステムが登場するかを予測するAI研究者があまりいないのは、過去のAI研究についての予測がほとんど当たらなかったためと思われる。また、「AI効果」と呼ばれる問題もある。これは、人工知能で何か新しいことを実現したときに、それが単なる自動化であって知能とは関係ないと結論付ける心理効果である。同様のことは、人間特有と思われていた知的な行動を動物も行うことが示されたときにも見られる（道具を使う能力や鏡像を認識する能力）。

### 合成知能
「合成知能; Synthetic Intelligence (SI)」という用語を提唱している人々は「人工知能」という用語が一種の撞着語法であるとしている（知能が知的でないことを暗に示している）。テキサス大学オースティン校計算機科学科の Diane Law は Searle, Subsymbolic Functionalism and Synthetic Intelligence の中で、人工ルビーと合成ルビーを比べたとき、合成ルビーだけが本物のルビーであるという喩え話を挙げている（訳注：人工ルビーと言っているのは、ラインストーンなどのいわゆるガラス玉のこと）。
この用語の提唱者は、SI（合成知能）という用語が人間が意図的に作成する真に知的なものを指すことにしようと提案している。これはまさに強いAIのことであり、現在実現されている弱いAIと対比されることを示している。
この用語が使われるようになって、定義を超えた用法として、人間のテクノロジーの無作為な集積によって創発的に知能が発生したものも指すようになりつつある。これにより、用語の適用範囲が広がる一方、生物、特に人間の知能もある意味で種の発展と個人の経験の自然な過程から生じると捉えると、この2番目の定義は問題を提起する。つまり、合成知能（あるいは人工知能）と自然に発生する知能の境界は何かという問題である。このような議論は今のところ、サイエンス・フィクションの世界と理論上の議論にとどまっている。

### 人工意識
強いAIの可能性を論じるとき、「心身二元論」の性質と記号処理の役割の問題が出てくる。ジョン・サールらは議論を通じて、符号化されたデータの変換によってだけ作業するマシンが精神を持てるのかを検討した。これは一元論対二元論といった問題を超えるものではない（すなわち、生物学的機械を含むどのような機械でも、精神を持てるか）。
サールは中国語の部屋という形で情報処理装置が何らかの事物を表す符号化されたデータを処理する様子を表現した。符号化されたデータ自体はそれによって表されている事物との相互参照なしでは無意味である。そのため、サールは情報処理装置自体には意味を理解する能力が全く無いとした。結果としてサールは、チューリング・テストに合格するマシンであっても、人間的な意味での意識を持たないだろうと主張している。
哲学者の中には、弱いAIが実現可能なら、強いAIも実現可能なはずだと主張する者もいる。ダニエル・デネットは『解明される意識』の中で、魔法のスパークや魂がなければ人間も単なる機械であると主張し、機械が知能や「精神」を伴ったとき、人間という機械が特権的な立場でいられるだろうかと問うた。同書の中で彼は意識の「多元的草稿」モデルを提案している。サイモン・ブラックバーンは哲学入門書 Think において、「あなたは知能を持っているかもしれないが、それが本当に知能かどうかを知る方法はない」と指摘している。しかし、議論を人工意識よりも「強いAI」に限定するなら、情報処理コンピュータに関係ない人間の精神機能を特定することは可能かもしれない。
強いAIの信奉者の多くは、精神はチャーチ＝チューリングのテーゼで表されるチューリングマシンで実現可能と考えている。この考えは極端にいえば、バベッジの解析機関や(構築可能ならば)鉄球と木材でできたチューリングマシンにも精神が宿ることを意味する。これは、デイヴィッド・チャーマーズの汎経験説に近い考えである。しかし、汎経験説と同様に、日常的な常識からの隔たりが大きいため「その結果はあまりに常識に反する」といった形で批判される事が多い。
ロジャー・ペンローズはチューリングマシンの停止問題を論じることで、チャーチ＝チューリングのテーゼの適用可能性を攻撃し、情報システムでは実行できないが人間の精神には実行できる計算が存在するとした。しかし、これは明らかに計算可能性の問題ではなく、シミュレーションの問題 — すなわち同じ計算を別のテクノロジーで行うという問題である。
脳の神経系は超並列的パターン照合が可能であり、これにより知覚と自覚の即時性が生じる。視野にある物を識別するという意味の「視覚」、自己を感じるという意味の「意識」、精神的に生じる身体感覚という意味の「感情」といった観念は、より高いレベルの概念を生じる。サールの中国語の部屋は、記号処理と生物のシステムの身体性がどのように結びつくかという「意味論的マッピング」を説明できない。脳自体は感じていないが、感覚を生じている。
最終的に、強いAIが実現するかどうかは、情報処理機械が意識などの精神の全ての特性を持てるかどうかに依存する。弱いAIと強いAIの問題は独立であり、ほんの一世紀前には乗算やデータベース検索といった現代のコンピュータが持つ機能の多くが「知的」であると考えられていたであろうことも確かである。

### 人間の脳モデルのシミュレーション
この手法は知能の仕組みを完全に解明しなくてもよいため、強いAIを実現する最も手っ取り早い手段と考える者が多い。基本的に、非常に強力なコンピュータさえあれば、人間の脳を神経単位のネットワークとしてシミュレーションできるだろう。例えば、人間の脳内の神経の（ほぼ）完全なネットワークのマップを得て、個々の神経細胞の働きをよく理解すれば、コンピュータプログラムによって脳をシミュレートすることは可能と思われる。何らかの通信手段を与えれば、このシミュレートされた脳は完全な知性を示すかもしれない。シミュレーションの具体的な形式は様々である。神経細胞毎ではなく複数の神経細胞をまとめてシミュレートすることも考えられるし、個々の分子をシミュレートすることも考えられる。人間の脳のどの部分をシミュレートすべきかも明らかではない。人間は脳の一部を損傷しても通常の活動が可能な場合があり、脳の一部は思考とは無関係な機能（呼吸など）に対応している。
この手法には以下の3つが必要となる。
ハードウェア
非常に強力なコンピュータが必要となる。未来学者レイ・カーツワイルの見積もりによれば、1000万MIPSまたは10ペタFLOPSが必要とされている。10ペタフロップス級のスーパーコンピューターは既に日本国内で稼働しており、京 (スーパーコンピュータ)がある。中国では、神威・太湖之光が93ペタフロップス（LINPACKベンチマーク）を記録している。カーツワイル以外の予測ではさらに強力なコンピュータが必要とされていて、1億MIPS(100ペタフロップス）から1000億MIPS（100エクサフロップス）と言われている。さらに、神経の振る舞いを生物学的な詳細なモデルを使って表現することでオーバヘッドが生じ、脳自体の計算能力よりもずっと大きな計算能力を必要とすることが考えられる。
ソフトウェア
脳機能をシミュレートするソフトウェアが必要である。神経回路をモデルとしてシミュレーションする代表的なものとしてNEURONやNEST Simulatorがある。この前提として、精神が中枢神経系そのものであり、物理法則によって制御されているという考え方がある。シミュレーションを構成するには、人間の脳の物理的かつ機能的な知識を総動員する必要があり、特定の人間の脳の構造を詳しく調べる必要があるだろう。各種神経細胞の機能やそれらの接続に関する情報も必要となる。ソフトウェアがどのような形式になるかによって、それを実行するのに必要となるハードウェアの構成や性能が決まる。例えば、分子レベルでシミュレーションしようとすれば、神経細胞単位でシミュレーションするよりも多大な計算能力を要するし、神経細胞のモデルの正確度によっても必要な計算能力が違ってくる。シミュレーションする神経細胞数が増えれば、必要な計算能力は増大する。
脳や神経についての理解
最終的に脳のシミュレーションを実現するには、脳（神経細胞）の数学的なモデルを作成できる程度の理解が必要とされる。中枢神経系を学問的に理解するか、マッピングまたはコピーを行う方法が考えられる。脳機能イメージング技術は急速に進化しており、カーツワイルは十分な品質のマップは必要とされるハードウェアとほぼ並行して出現するだろうと予測している。しかし、シミュレーションでは神経細胞やグリア細胞の詳細な挙動を擬似する必要があるが、今のところそれに関しては概要レベルしか理解が進んでいない。
一旦このようなモデルが構築されれば、変更は容易であり、試行錯誤的な実験が可能となる。それによって理解が促進され、モデル化された知能の改良や動機付けの変更が可能となる。
Blue Brainプロジェクトは、世界最高速のスーパーコンピュータの1つであるIBMのBlue Geneを使って、約6万の神経細胞と全長5kmのシナプスからなる大脳新皮質をシミュレートすることを目指している。プロジェクトの最終目標はスーパーコンピュータ群を使って脳全体をシミュレートすることである。
一方で、脳に関する詳細な測定結果を利用しながら、NEST Simulatorなどで脳全体の大雑把なシミュレーションを行い、仔細はシミュレーション結果を見ながらモデルにフィードバックして現実の脳とそっくりなモデル（あるいは汎用人工知能に繋がる基礎技術）を完成させるという手法も提案されている。
脳は多数のモジュールの並列動作によってその能力を得ており、コンピュータは逐次動作の高速性によってその能力を得ている。
脳では約1000億の神経細胞が同時並行的に機能しており、それらが約100兆のシナプスで接続されている。脳の処理能力の見積もりとして、一秒間の神経細胞の状態更新が約 1014 回とされており（シナプス間隙の伝達にかかる時間は、0.1～0.2ミリ秒ほど）、最適化していない脳のシミュレーションに必要な計算能力は 1018 FLOPS(=1Exa-FLOPS)と予測されている。2018年現在、日本では1エクサフロップスの性能を持つ富岳の2021年共用開始を目指して開発が行われている。
しかし、神経細胞間の信号は150メートル/秒の最高速度で転送される。最近の2GHzのマイクロプロセッサは毎秒20億サイクルで動作し、人間の神経細胞より1000万倍も高速だし、信号の伝達速度は光速の約半分であって、人間の場合の100万倍である。従って神経細胞間の伝達速度とマイクロプロセッサの動作速度の差を考えれば、十分性能に余力を持ってシミュレーションできる可能性が残されている。余談であるが、脳の消費エネルギーは約20W、スーパーコンピュータは約1MWである。なお、ランダウアーの限界によれば、室温で1W消費当たりで1秒間に実行できる操作数は 3.5×1020 回が上限である。
神経シリコンインタフェース（Neuro-silicon interface）も提案されている。

### 個々の知的振る舞い
人間の脳のシミュレーションとは対極的に、自然を擬似せずに直接AIを実現しようというアプローチもある。この手法の提唱者は、初期の飛行機の開発で、鳥を真似た設計が多くなされたが、結局現在飛んでいる飛行機が鳥とは全く異なる原理で飛んでいることを指摘する。
直接的アプローチにおける主な疑問は「AIとは何か?」である。最も有名なAIの定義は、アラン・チューリングが「チューリング・テスト」の提案時に行った操作的なものである。その後、AIの定義をしようという試みは数えるほどしかない（その一部は AI Project にある）。ジョン・マッカーシーは What is AI? の中で、未だに知能の明確な定義がないと述べている。